# Älmeboda landsfiskalsdistrikt
Älmeboda landsfiskalsdistrikt var 1918-1941 ett landsfiskalsdistrikt i Kronobergs län, bildat när Sveriges indelning i landsfiskalsdistrikt trädde i kraft den 1 januari 1918, enligt beslut den 7 september 1917. Landsfiskalsdistriktet avskaffades den 1 oktober 1941 (genom kungörelsen 28 juni 1941) när Sverige fick en ny indelning av landsfiskalsdistrikt. Av dess ingående områden överfördes kommunerna Ljuder, Långasjö och Älmeboda till Lessebo landsfiskalsdistrikt och Linneryds landskommun till Tingsryds landsfiskalsdistrikt.
Landsfiskalsdistriktet låg under länsstyrelsen i Kronobergs län.

## Ingående områden

### Från 1918
Konga härad:
- Linneryds landskommun
- Ljuders landskommun
- Långasjö landskommun
- Älmeboda landskommun